# Tiffany Simelane

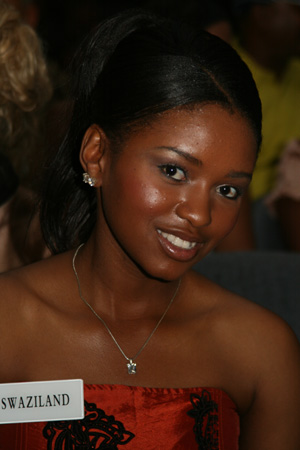
Tiffany Simelane (2008)

Tiffany Simelane (* 1988; † 17. August 2009 in Mbabane) war eine Schönheitskönigin, die Swasiland bei der Miss World 2008 in Südafrika vertrat. Ihre Regentschaft begann am 26. Juli 2008 und endete kurz vor ihrem Tod.

## Miss Swasiland
Nach ihrer Krönung zur Miss Swasiland gab es zwischen Tiffany Simelane und den Organisatoren des Wettbewerbs Konflikte über die Finanzierung der Kosten für die Reise zur Miss-World-Wahl sowie über ihr zeitweiliges spurloses Abtauchen. Ihre „Regentschaft“ als Miss Swasiland empfand sie nach einigen Berichten als belastend und enttäuschend.
Am 17. August 2009 beging Simelane Suizid.